# Стефан Вукић (глумац)
Стефан Вукић (Београд, 7. августа 1991) српски је позоришни, телевизијски и филмски глумац.

## Филмографија
| Год.  | Назив                           | Улога          |
| ----- | ------------------------------- | -------------- |
| 2013. | Где је Нађа?                    | Владимир       |
| 2014. | Бранио сам Младу Босну          | наредник       |
| 2015. | Бранио сам Младу Босну (серија) | наредник       |
| 2015. | Изгледа да смо сами             | Шоне           |
| 2015. | Како сам упознао Јована         | Јован          |
| 2018. | Убице мог оца                   | Мики           |
| 2018. | Шифра Деспот                    | младић из буса |
| 2018. | Павиљони                        |                |
| 2018. | Заспанка за војнике             | Радојко        |
| 2019. | Моја генерација Z               | Стефан         |
| 2019. | Клупе                           | Ђоле           |
| 2019. | Преживети Београд               | Џони           |
| 2020. | Грозна деца                     | Маре           |
| 2020. | Дара из Јасеновца               | Усташки војник |
| 2021. | Време зла                       | Жића           |
| 2022. | Либерта — рађање града          | Игнац Хајл     |
| 2024. | Недеља                          | Здравко        |
| 2024. | Воља синовљева                  | Деспот         |
| 2025. | Пасјача (ТВ серија)             | Страхиња       |